# Vetsegestria quinquespinosa
Vetsegestria
Genre
Espèce
Vetsegestria quinquespinosa, unique représentant du genre Vetsegestria, est une espèce fossile d'araignées aranéomorphes de la famille des Segestriidae.

## Distribution
Cette espèce a été découverte dans de l'ambre à Bitterfeld en Saxe-Anhalt en Allemagne et en mer Baltique, en Pologne et en Russie. Elle date du Paléogène.

## Publication originale
- (en) Jörg Wunderlich, Fossil spiders (Araneae) of the superfamily Dysderoidea in Baltic and Dominican amber, with revised family diagnoses., vol. 3, coll. « Beiträge zur Araneologie », 2004, 633–746 p..